# Władysław Bartkowiak
Władysław Bartkowiak (ur. 13 czerwca 1900 w Nochowie, zm. 14 maja 1920) – sierżant pilot Wojska Polskiego II RP, kawaler Orderu Virtuti Militari.

## Życiorys
Władysław Bartkowiak urodził się 13 czerwca 1900 roku w Nochowie, w powiecie śremskim ówczesnego Wielkiego Księstwa Poznańskiego, w rodzinie Stanisława i Antoniny z Olejniczaków. Był młodszym bratem porucznika pilota Antoniego Bartkowiaka (1897–1922).
Ukończył szkołę powszechną i średnią mechaniczną w Poznaniu. W wielu 17 lat wstąpił do niemieckiego lotnictwa. Przydzielony został do eskadry w Poznaniu, gdzie pracował w warsztacie mechanicznym. Pod koniec 1917 roku razem z eskadrą został wysłany na front wschodni. Po zakończeniu wojny wrócił do Poznania i wkrótce wziął czynny udział w powstaniu wielkopolskim. Po zajęciu lotniska w Ławicy przydzielony do 3 Wielkopolskiej eskadry lotniczej i na własną prośbę został skierowany do szkoły pilotów. Był jednym z najzdolniejszych kadetów. Wkrótce stał się najlepszym pilotem szkoły, w uznaniu czego otrzymuje od generała piechoty Józefa Dowbor-Muśnickiego złoty zegarek.
We wrześniu 1919 roku wraz z eskadrą Władysław Bartkowiak udał się na front bolszewicki. Wraz z podporucznikiem Józefem Klicze brał udział w wielu lotach bojowych. Kilkakrotnie z powodu awarii samolotu zmuszony był do lądowania za liniami wroga. Jednak dzięki wręcz mistrzowskim zdolnościom mechanicznym sam naprawiał uszkodzony samolot i szczęśliwie wracał do bazy.
14 maja 1920 roku, pełniąc misję wywiadowczą nad frontem polsko-bolszewickim, stoczył długą walkę powietrzną z samolotem sowieckim pilotowanym przez A.D. Szyrynkina. Samolot Klicze i Bartkowiaka, który miał wówczas niespełna 20 lat, został zestrzelony pod Borysowem, grzebiąc załogę. Obaj polscy piloci zostali z honorami pochowani przez lotników bolszewickich.
Pośmiertnie za wybitne zasługi dla lotnictwa polskiego został odznaczony orderem „Virtuti Militari" V klasy oraz Polową Odznaką Pilota (5551).

## Ordery i odznaczenia
- Krzyż Srebrny Orderu Wojskowego Virtuti Militari nr 8129 – pośmiertnie, 27 lipca 1922[5]
- Polowa Odznaka Pilota – pośmiertnie, 11 listopada 1928 „za loty bojowe nad nieprzyjacielem w czasie wojny 1918–1920”[6]